# 7501 Farra
7501 Farra este un asteroid din centura principală de asteroizi.

## Descriere
7501 Farra este un asteroid din centura principală de asteroizi. A fost descoperit pe 9 noiembrie 1996 la observatorul astronomic din Farra d'Isonzo. Asteroidul prezintă o orbită caracterizată de o semiaxă mare de 3,33 ua, o excentricitate de 0,11 și o înclinație de 1,6° în raport cu ecliptica.